# Arseniato di calcio
L'arseniato di calcio è un composto inorganico con formula chimica {\displaystyle {\ce {Ca3(AsO4)2}}}. Si presenta come un solido cristallino incolore; in passato era usato come antisettico e come pesticida. Avendo una solubilità in acqua nettamente superiore a quella dell'arseniato di piombo, la sua tossicità è più elevata.
È inserito nel gruppo 1 della classificazione IARC delle sostanze cancerogene.

## Reazioni
L'arseniato di calcio è in genere ottenuto mediante una reazione di metatesi che coinvolge l'arseniato acido di sodio e il cloruro di calcio:
2 Na2H[AsO4] + 3 CaCl2 → 4 NaCl + Ca3[AsO4]2 + 2 HCl

## Storia
Negli anni '20 l'arseniato di calcio veniva prodotto in grandi quantità attraverso la miscelazione di ossido di calcio e ossido arsenioso. Nei soli Stati Uniti ne furono prodotte 1 360 tonnellate nel 1919, 4 540 nel 1920 e 7 270 nel 1922.
In passato l'arseniato di calcio veniva utilizzato come erbicida e insetticida; nel 1942 a livello mondiale ne furono prodotte 38 000 tonnellate, principalmente per la protezione dei raccolti di cotone. Tuttavia, essendosene dimostrata la forte tossicità e la carcinogenicità, se ne è prima dissuasa e poi vietata la commercializzazione. Per ottenere effetti insetticidi analoghi senza andare incontro a quei livelli di tossicità, venne sviluppato il DDT, successivamente distribuito su larga scala.